# واين أمبلر
واين أمبلر (بالإنجليزية: Wayne Ambler)‏ هو لاعب كرة قاعدة أمريكي، ولد في 8 نوفمبر 1915 في بلدة أبينغتون ‏ في الولايات المتحدة، وتوفي في 3 يناير 1998 في بونته فيردا بيتش ‏ في الولايات المتحدة.

## وصلات خارجية
- واين أمبلر على موقعبيزبول رفرنس.كوم (الدوري الرئيسي) (الإنجليزية)
- واين أمبلر على موقعبيزبول رفرنس.كوم (الدوري الثانوي) (الإنجليزية)
- واين أمبلر على موقع جمعية أبحاث البيسبول الأمريكية (الإنجليزية)